# Уренья, Хорхе
Хорхе Уренья Андреу (исп. Jorge Ureña Andreu; род. 8 октября 1993, Ониль, Испания) — испанский легкоатлет, специализирующийся в многоборье. Серебряный призёр чемпионата Европы в помещении 2017 года в семиборье. Четырёхкратный чемпион Испании.

## Биография
Тренируется под руководством Хесуса Хиля и своего отца Хосе Антонио Уреньи, также бывшего десятиборца. Перед тем, как оказаться в лёгкой атлетике, попробовал себя во многих других видах спорта: футболе, триатлоне, плавании, баскетболе.
Впервые выступил на международной арене в 2012 году, когда на домашнем юниорском чемпионате мира в Барселоне занял 20-е место в десятиборье.
В 2014 году стал серебряным призёром Ибероамериканского чемпионата с суммой 7644 очка. Через полгода впервые в карьере набрал больше 6000 очков в семиборье, установив на национальном чемпионате новый рекорд Испании (6051). Финишировал на седьмом месте на чемпионате Европы в помещении 2015 года.
Установил личный рекорд на молодёжном первенстве Европы (7983), благодаря которому выиграл серебро в соревнованиях десятиборцев.
На чемпионате Европы 2016 года шёл в числе лидеров после шести видов, но не смог совершить ни одной результативной попытки в метании диска и потерял шансы на медаль.
В январе 2017 года победил на матче пяти стран в Праге с ещё одним национальным рекордом в семиборье — 6249 очков. На чемпионат Европы в помещении приехал в качестве лидера мирового сезона и показал там сопоставимый результат (6227). Впереди оказался только призёр Олимпийских игр Кевин Майер, установивший новый рекорд Европы (6479).
Летом 2017 года впервые в карьере превысил рубеж в 8000 очков. Сначала выиграл соревнования в первой лиге командного чемпионата Европы по многоборьям с результатом 8121 очко, а затем улучшил эту сумму на чемпионате мира, где занял 9-е место (8125).

## Личные рекорды в отдельных видах десятиборья
| Дисциплина        | Результат | Год  |
| ----------------- | --------- | ---- |
| 100 м             | 10,86     | 2014 |
| Прыжок в длину    | 7,62 м    | 2017 |
| Толкание ядра     | 14,36 м   | 2017 |
| Прыжок в высоту   | 2,10 м    | 2017 |
| 400 м             | 48,72     | 2016 |
| 110 м с барьерами | 13,95     | 2016 |
| Метание диска     | 39,27 м   | 2015 |
| Прыжок с шестом   | 5,02 м    | 2016 |
| Метание копья     | 64,02 м   | 2015 |
| 1500 м            | 4.24,12   | 2017 |

## Основные результаты
| Год  | Турнир                          | Место проведения       | Дисциплина       | Место | Результат |
| ---- | ------------------------------- | ---------------------- | ---------------- | ----- | --------- |
| 2012 | Чемпионат мира среди юниоров    | Барселона, Испания     | десятиборье (юн) | 20-е  | 6937      |
| 2015 | Чемпионат Европы в помещении    | Прага, Чехия           | семиборье        | 7-е   | 5941      |
| 2015 | Чемпионат Европы среди молодёжи | Таллин, Эстония        | десятиборье      | 2-е   | 7983      |
| 2015 | Чемпионат мира                  | Пекин, Китай           | десятиборье      | 21-е  | 6858      |
| 2016 | Чемпионат мира в помещении      | Портленд, США          | семиборье        | —     | DNF       |
| 2016 | Чемпионат Европы                | Амстердам, Нидерланды  | десятиборье      | —     | DNF       |
| 2017 | Чемпионат Европы в помещении    | Белград, Сербия        | семиборье        | 2-е   | 6227      |
| 2017 | Чемпионат мира                  | Лондон, Великобритания | десятиборье      | 9-е   | 8125      |